# Amijan Marcelin
Amijan Marcelin (latinski: Ammianus Marcellinus) (Antiohija, oko 330. – Rim, oko 400.) bio je rimski povjesničar. Podrijetlom je bio Grk. Svojim djelom Događaji (latinski: Res gestae) nastavio je Tacitovo djelo Povijesti (latinski: Historiae). Djelo Događaji pisano je u 31 knjizi te obrađuje rimsku povijest od početka vladavine cara Nerve do smrti cara Valensa u Bitci kod Hadrijanopola, tj. od 96. do 378. godine. Sačuvane su samo knjige 14–31., koje prikazuju povijest piščeva doba (353. – 378.). Donosi važne podatke o povijesti Ilirika. Smatra se najboljim rimskim povjesničarom nakon Tacita.

## Vanjske poveznice
- Amijan Marcelin, Proleksis enciklopedija
- Works by Ammianus Marcellinus at Project Gutenberg
- Works by or about Ammianus Marcellinus at Internet Archive
- Works by Ammianus Marcellinus at Perseus Digital Library
- Ammianus Marcellinus on-line project
- Ammianus Marcellinus' works in Latin at the Latin Library
- Ammianus Marcellinus' works in English at the Tertullian Project with introduction on the manuscripts
- Bibliography for Ammianus Marcellinus at Bibliographia Latina Selecta compiled by M.G.M. van der Poel